# Юзмески, Мишо
Мишо Юзмески (макед. Мишо Јузмески; 7 апреля 1966, Охрид — 30 апреля 2021, Охрид) — северомакедонский писатель, издатель и фотограф.

## Биография
Мишо Юзмески работал в качестве гида, туристического агента и переводчика. Наряду с родным македонским, он владеет несколькими европейскими языками: болгарским, голландским, немецким, английским, французским, итальянским, сербским и испанским.
В 1992 году он принимал участие в работе первой частной радиостанции в г. Охрид, где в течение двух лет он был редактором и ведущим шоу. В том же году состоялась его встреча с фотографом Атанасом Талевски, которая послужила поводом для долгосрочного сотрудничества в области искусства фотографии. Опыт этого сотрудничества помогает Юзмески строить собственную карьеру фотографа.
Помимо фотографии, Юзмески занимается литературной и издательской деятельностью. Он пишет заметки, эссе и рецензии. Является автором нескольких книг в прозе, а также публикаций на тему туризма и культуры.
В июне 2011 года в г. Охрид Юзмески основал культурный центр «Cultura 365», где демонстрируются его произведения. Также он занимается организацией культурных туров.